# Paul Frosch
Paul Otto Max Frosch, mais conhecido como Paul Frosch (Berlim, 15 de agosto de 1860 – Berlim, 2 de junho de 1928), foi um bacteriologista e virologista alemão.

## Anos iniciais

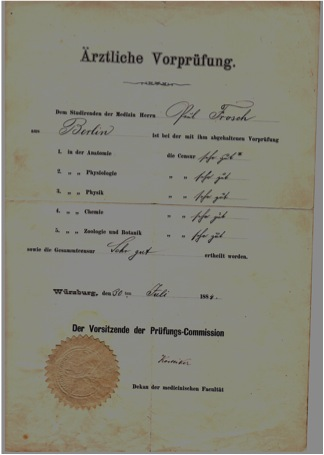
Certificado durante a formação em medicina

Após o Abitur em 1882 estudou medicina em Würzburg. Já no Physikum, etapa de sua formação em medicina em 1884, os professores reconheceram seu talento e lhe ofereceram um emprego. No entanto ele recusou e decidiu continuar seus estudos em Leipzig e finalmente em Berlim, onde obteve um doutorado em 1887 e a Approbationsordnung (licença para praticar). Durante seus estudos serviu por meio ano em 1883 e 1886 no exército real da Prússia como sub-médico.
Depois de concluir seus estudos dedicou-se à bacteriologia e foi voluntário no Instituto de Higiene da Universidade de Berlim como assistente não remunerado.

## A época com Robert Koch

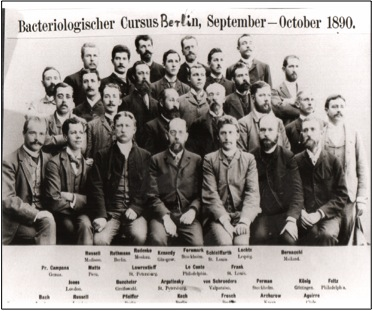
Em 1890 Frosch sentado à direita de Robert Kochs na fotografia de grupo do "Bacteriologischer Cursus“

Koch, já famoso na época, apreciava as habilidades do jovem pesquisador e ofereceu-lhe em 1891 um cargo de assistente regular do departamento científico do Preußisches Institut für Infektionskrankheiten, um de seus primeiros empregados no recém-fundado Instituto, o atual Instituto Robert Koch. Fez assim parte da equipe de Koch, à qual também pertenceram Paul Ehrlich, Friedrich Loeffler, August von Wassermann, Richard Pfeiffer, Carl Fraenkel, Emil Adolf von Behring e Erich Wernicke.

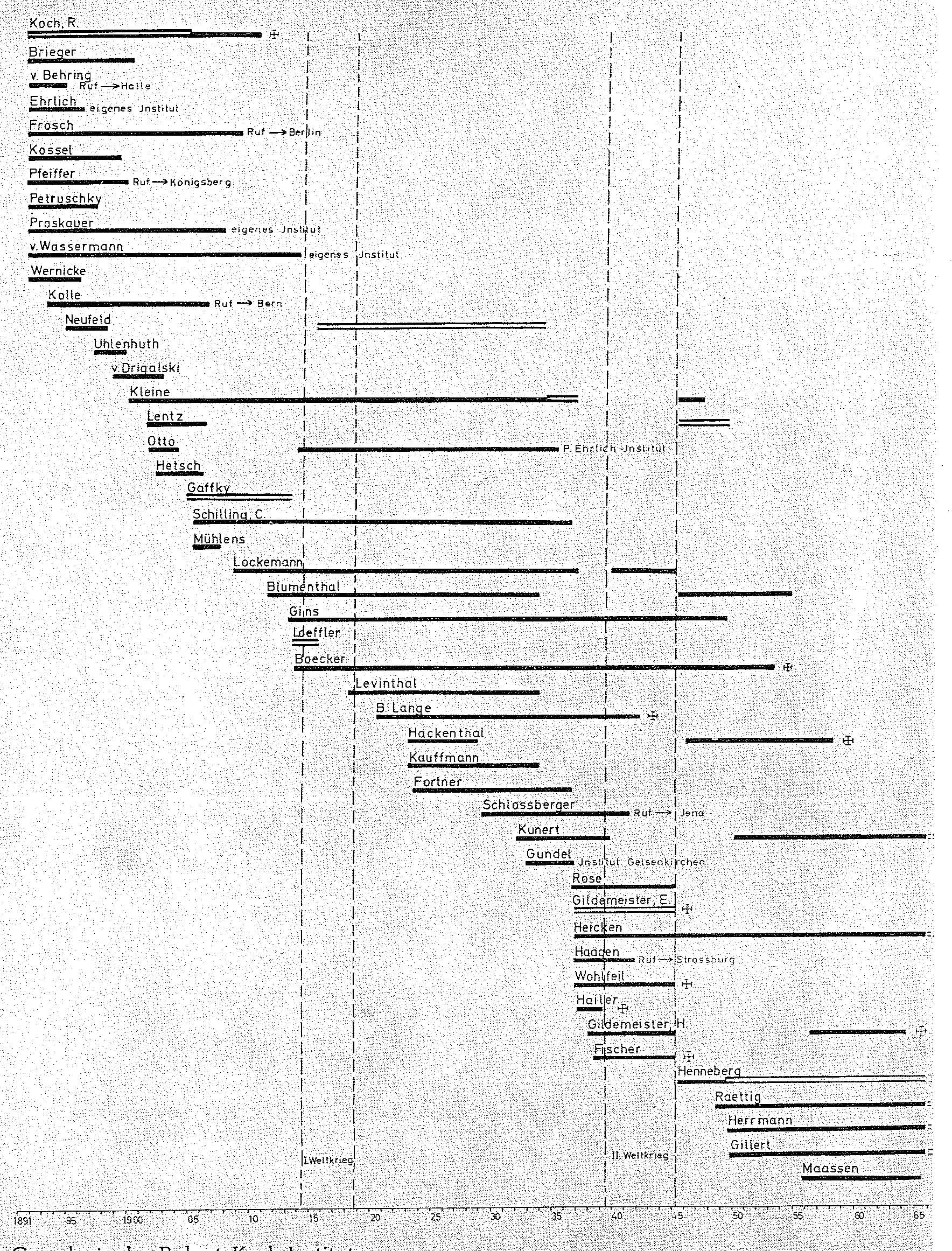
Os colaboradores no início do Instituto Robert Koch

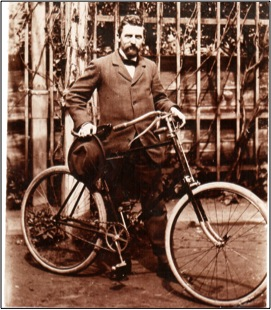
Frosch ca 1910

## Legado
A Gesellschaft für Virologie (GfV) concede anualmente a Medalha Loeffler Frosch.